# Mistrzostwa Świata w Kajakarstwie 1963
6. Mistrzostwa świata w kajakarstwie odbyły się w dniach 23–25 sierpnia 1963 w Jajcach w Jugosławii. Były to zarazem mistrzostwa Europy.
Rozegrano 13 konkurencji męskich i 3 kobiece. Mężczyźni startowali w kanadyjkach jedynkach (C-1) i dwójkach (C-2) oraz w kajakach jedynkach (K-1), dwójkach (K-2) i czwórkach (K-4), zaś kobiety w kajakach jedynkach, dwójkach i czwórkach. Po raz pierwszy rozegrano wyścig K-4 kobiet na 500 metrów (konkurencja ta nie wchodziła w skład mistrzostw Europy).
Pierwsze miejsce w klasyfikacji medalowej wywalczyli reprezentanci Rumunii.

## Medaliści

### Mężczyźni

#### Kanadyjki
| Konkurencja: | Złoto:                                        | Rezultat | Srebro:                                 | Rezultat | Brąz:                                     | Rezultat |
| C-1 1000 m   | Simion Ismailciuc                             | 4:33,85  | Detlef Lewe                             | 4:34,05  | Albrecht Müller                           | 4:36,34  |
| C-1 10 000 m | Michaił Zamotin                               | 52:13,70 | Andrei Igorov                           | 52:30,86 | Albrecht Müller                           | 52:37,69 |
| C-2 1000 m   | Rumunia · Achim Sidorov · Alexe Iacovici      | 4:02,35  | ZSRR · Witalij Gałkow · Michaił Zamotin | 4:04,84  | Węgry · Endre Gyűrű · Árpád Soltész       | 4:05,79  |
| C-2 10 000 m | ZSRR · Leonid Giejsztor · Siergiej Makarienko | 46:33,90 | NRD · Willi Mehlberg · Werner Ulrich    | 46:35,59 | Rumunia · Lavrente Calinov · Igor Lipalit | 46:43,74 |

#### Kajaki
| Konkurencja:  | Złoto:                                                                          | Rezultat | Srebro:                                                                               | Rezultat | Brąz:                                                                           | Rezultat |
| K-1 500 m     | Aurel Vernescu                                                                  | 1:51,88  | Erik Hansen                                                                           | 1:54,57  | Kálmán Kovács                                                                   | 1:55,74  |
| K-1 1000 m    | Erik Hansen                                                                     | 3:56,30  | Aurel Vernescu                                                                        | 3:56,32  | Siegfried Roßberg                                                               | 3:59,12  |
| K-1 10 000 m  | Fritz Briel                                                                     | 45:18,36 | Sven-Olov Sjödelius                                                                   | 45:20,29 | Mihály Hesz                                                                     | 45:20,81 |
| K-1 4 × 500 m | Rumunia · Aurel Vernescu · Vasilie Nicoară · Haralambie Ivanov · Anton Ivanescu | 7:43,59  | ZSRR · Wołodymyr Morozow · Wołodymyr Natałucha · Wiaczesław Winnik · Ibragim Chasanow | 7:43,60  | NRD · Wolfgang Lange · Dieter Krause · Siegfried Roßberg · Günter Perleberg     | 7:44,05  |
| K-2 500 m     | Rumunia · Vasilie Nicoară · Haralambie Ivanov                                   | 1:42,43  | Rumunia · Aurel Vernescu · Mircea Anastasescu                                         | 1:42,72  | RFN · Heinz Büker · Holger Zander                                               | 1:43,73  |
| K-2 1000 m    | Rumunia · Vasilie Nicoară · Haralambie Ivanov                                   | 3:35,11  | NRD · Wolfgang Lange · Dieter Krause                                                  | 3:35,59  | ZSRR · Nikołaj Czużykow · Anatolij Griszyn                                      | 3:37,27  |
| K-2 10 000 m  | Węgry · László Fábián · István Tímár                                            | 41:30,00 | Szwecja · Tord Sahlén · Tyrone Ferm                                                   | 41:32,18 | RFN · Erich Suhrbier · Siegfred Brzoska                                         | 41:33,33 |
| K-4 1000 m    | NRD · Günter Perleberg · Dieter Krause · Siegfried Roßberg · Wolfgang Lange     | 3:14,60  | Rumunia · Nicolae Artimov · Andrei Contolenco · Haralambie Ivanov · János Petroczy    | 3:14,80  | ZSRR · Aleksandr Trifonow · Igor Safonow · Nikołaj Konnikow · Wiaczesław Winnik | 3:17,37  |
| K-4 10 000 m  | Węgry · István Tímár · László Fábián · Otto Koltai · László Ürögi               | 37:22,23 | NRD · Günter Holzvoigt · Wolfgang Finger · Wolfgang Niedrig · Siegwart Karbe          | 37:29,33 | Węgry · György Czink · János Petroczy · Gábor Almasi · Sámuel Egri              | 37:44,37 |

### Kobiety

#### Kajaki
| Konkurencja: | Złoto:                                                                              | Rezultat | Srebro:                                                                     | Rezultat | Brąz:                                                                  | Rezultat |
| K-1 500 m    | Marija Szubina                                                                      | 2:08,29  | Ludmiła Chwiedosiuk                                                         | 2:09,90  | Hanneliese Spitz                                                       | 2:11,60  |
| K-2 500 m    | RFN · Roswitha Esser · Annemarie Zimmermann                                         | 1:54,51  | ZSRR · Marija Szubina · Ludmiła Chwiedosiuk                                 | 1:54,62  | ZSRR · Walentina Bizak · Lubow Siniczkina                              | 1:54,46  |
| K-4 500 m    | ZSRR · Walentina Bizak · Ludmiła Chwiedosiuk · Marija Szubina · Antonina Sieriedina | 1:45,11  | RFN · Roswitha Esser · Elke Felten · Ingrid Hartmann · Annemarie Zimmermann |          | NRD · Marion Knobba · Anita Nüßner · Charlotte Siedelmann · Helga Ulze |          |

## Klasyfikacja medalowa
| Miejsce | Państwo | Złoto | Srebro | Brąz | Razem |
| ------- | ------- | ----- | ------ | ---- | ----- |
| 1       | Rumunia | 6     | 4      | 1    | 11    |
| 2       | ZSRR    | 4     | 4      | 3    | 11    |
| 3       | RFN     | 2     | 2      | 2    | 6     |
| 4       | Węgry   | 2     | 0      | 4    | 6     |
| 5       | NRD     | 1     | 3      | 5    | 9     |
| 6       | Dania   | 1     | 1      | 0    | 2     |
| 7       | Szwecja | 0     | 2      | 0    | 2     |
| 8       | Austria | 0     | 0      | 1    | 1     |
|         | Razem   | 16    | 16     | 16   | 48    |